# Tumbadora
Tumbadora é um instrumento musical de percussão.
Semelhante ao atabaque, seu corpo é feito de madeira, obtendo variadas cores; sua sonoridade é emitida pela junção de um couro, artificial ou não, preso por uma espécie de ferro circular que envolve toda a extremidade superior do corpo da tumbadora, onde um dos diferentes objetos que auxilia na afinação da mesma são dois arames circulares, que se encontram dentro ou atrás do ferro, estes arames são menores que o mesmo.
O ferro, quando apertado por espécies de bengalas também de ferro, é pressionado para baixo onde irá também pressionar os dois arames para o mesmo sentido, esticando o couro e deixando seu som mais agudo e nítido.